# Балчикли
Балчикли́ (рос. Балчиклы, башк. Балсыҡлы) — присілок у складі Бакалинського району Башкортостану, Росія. Входить до складу Старокуручевської сільської ради.
Населення — 192 особи (2010; 242 у 2002).
Національний склад:
- марійці — 74 %